# Кузьмук Володимир Юхимович
Кузьмук Володимир Юхимович (нар. 12 квітня 1936, Київ, УРСР, СРСР — 10 червня 2021, Київ, Україна) — радянський і український редактор, журналіст.

## Біографічні відомості
Народився 1936 р. в Києві. Закінчив Всесоюзний державний інститут кінематографії (1969). 
Працював на студії «Київнаукфільм», в газеті «Культура і життя».
Був членом Ради по кінематографії міністерства культури і мистецтв України.
Член Національної спілки кінематографістів України.
Автор книг «Між Еросом та Танатосом» (2015) та «В парку Чаїр» (2017)

## Фільмографія
Автор дикторських текстів і сценаріїв фільмів:
- «Дійові особи» (1991)
- «Наталя Ужвій. Доля»
- «Глухів»
- «Новгород-Сіверський»
- «Ліхтарики миру» (1992)

Редактор фільмів:
- «Ведмежа» (1981, реж. В'ячеслав Прокопенко)
- «Білий олень тундри» (1987, реж. В. Хмельницький)
- «Абетка для котиків» (1988, реж. І. Гузєєв)
- «Зійди на гори київські» (1992, реж. В. Соколовський) та ін.